# Hang Hua Bó
Hang Hua Bó, theo tiếng dân tộc Thái là Thẳm Hua Bó, là một thắng cảnh hang núi ở bản Nang Phai, xã Mường Bú, huyện Mường La, tỉnh Sơn La.
Di tích hang Hua Bó là một quần thể gồm 3 hang động thiên tạo dạng karst trong dãy núi đá vôi.
Theo tiếng dân tộc Thái tên gọi Thẳm Hua Bó nghĩa là "hang đầu nguồn", hoặc Nang Phai nghĩa là "góc mương phai". Hang hiện được công nhận xếp hạng di tích danh lam thắng cảnh cấp tỉnh

## Vị trí
Từ trung tâm thành phố Sơn La đi theo đường tỉnh 106 hướng Mường La 18 km là tới bản Nang Phai.
Từ Mường La đi theo đường tỉnh 106 hướng thành phố Sơn La cách 19 km là tới bản Nang Phai.
Từ bản Nang Phai rẽ hướng tây bắc đi đường bản cỡ 3 km là tới di tích.

## Du lịch
Có thể kết hợp thành tua du lịch dọc đường tỉnh 106 từ thành phố Sơn La đi Mường La, khám phá hay tham quan: Thẳm Tát Tòng - Hua Bó - Nhà máy thủy điện Sơn La .